# Cittadella
Cittadella ist eine   italienische Gemeinde (comune) mit 20.038 Einwohnern (Stand 31. Dezember 2023) in der Provinz Padua, Region Venetien. Die Stadt wurde im 13. Jahrhundert als militärischer Vorposten Paduas gegründet. Das Stadtbild wird geprägt von der fast vollständig erhaltenen, gut renovierten Stadtmauer, die den historischen Stadtkern umgibt.

## Geschichte
Nachweise menschlicher Besiedelung des Gebietes, in dem Cittadella erbaut wurde, datieren bis in die Bronzezeit zurück. In römischer Zeit wurde das Land parzelliert und römischen Veteranen überlassen. 148 v. Chr. wurde die Via Postumia als Decumanus maximus erbaut.
Ab dem 11. Jahrhundert entstanden einige ländliche Herrschaften mit kleinen Dörfern, die um Pfarrkirchen wie San Donato oder um Klöster errichtet wurden.
Cittadella wurde 1220, zur Zeit der Kämpfe zwischen den Stadtstaaten, auf Anordnung der Stadt Padua als befestigter Vorposten zur Verteidigung ihres Territoriums gegründet. Sofort nach der Gründung wurde die Stadt ein verlässlicher Stützpunkt gegen die Macht der ländlichen Adeligen wie etwa der feudalen Aristokratie von Onara und Fontaniva.
In der zweiten Hälfte des 13. Jahrhunderts hatte sich Cittadella bedeutend entwickelt und hohe strategische Bedeutung für das umgebende Gebiet erlangt. Für kurze Zeit wurde die Stadt von Ezzelino III. da Romano beherrscht. 1236 gewährte Padua ihr das Recht auf eigene Statuten. 1318 fiel Cittadella an das Herrschaftsgebiet von Cangrande I. della Scala, des Herrn (Signore) von Verona. Wieder an Padua zurück gelangt, wurde sie von den Herrn der Familie Carrara beherrscht. Während des 14. Jahrhunderts wuchs die Bedeutung von Cittadella weiter und das Einflussgebiet vergrößerte sich.
1405 bat Cittadella freiwillig um Aufnahme in die Republik Venedig. Im Gegenzug durfte sie ihre eigenen Statuten behalten. Ab 1483 überließ Venedig die Stadt Roberto Sanseverino, unter dessen Nachfolgern sie bis 1499 blieb, und für ein Jahr (1503–1504) wurde sie aufgrund eines Vertrags Pandolfo Malatesta übergeben.
Als 1508 die Liga von Cambrai gegen die venezianische Republik geschlossen wurde, schlug sich Pandolfo Malatesta, der Herrscher Cittadellas, auf die Seite der Feinde. Kaiserliche Truppen griffen die Stadt an und plünderten sie. Erst 1516 wurde der Friede mit Venedig wiederhergestellt.
Als die Reformation um 1540 auch Italien erreichte und sich ausbreitete, waren Asolo, Bassano del Grappa und auch Cittadella Zentren der Evangelischen in der etwas toleranteren Republik Venedig geworden. Der neue evangelische Glaube wurde eher subversiv auf dem Markt, in Werkstätten, in Büros und in Privathäusern geteilt und weitergegeben. Während des Konzils von Trient (1545–1563), in der Zeit der Gegenreformation, wurden die Evangelischen vor allem durch die Inquisition aufgespürt, bekämpft und eliminiert. So wurden in diesen drei Städten unter anderen acht evangelische Notare wegen Häresie angeklagt und verurteilt, so auch Francesco Spiera in Cittadella.
Nach diesen Auseinandersetzungen genoss Cittadella gut zwei Jahrhunderte des Friedens, bis 1797 französische Truppen das Gebiet der Republik Venedig besetzten. Im Frieden von Campo Formio am 17. Oktober 1797 an Österreich abgetreten, kam Venetien im Pressburger Frieden vom 26. Dezember 1805 an das von Napoléon Bonaparte gegründete Königreich Italien. Cittadella kam zum Departement Bacchiglione und eine Zeit lang sogar zur Provinz Vicenza. Der erste Pariser Friede vom 30. Mai 1814 brachte Venetien als Teil des Königreiches Lombardo-Venetien indirekt an Österreich zurück (sein König war in Personalunion der Kaiser von Österreich). Durch den Wiener Frieden vom 3. Oktober 1866 kam Venetien und damit auch Cittadella schließlich an das Königreich Italien.

## Die Stadtbefestigung
Die Stadt und ihre Befestigungsanlagen wurden in Form eines Vielecks erbaut, das von zwei einander rechtwinkelig kreuzenden Achsen durchquert wird, dem annähernd von Norden nach Süden verlaufenden Straßenzug Via Roma – Via Giuseppe Garibaldi und dem west-östlichen Straßenzug Via Independenza – Via Guglielmo Marconi. Die Stadtmauer hat einen Umfang von 1.461 m und einen Durchmesser von etwa 450 m. Der Zugang ist durch vier Stadttore möglich, die annähernd den vier Himmelsrichtungen entsprechen und nach den größeren Orten benannt sind, die durch sie zu erreichen sind: Porta Bassanese (Bassano del Grappa) im Norden, Porta Trevisana (Treviso) im Osten, Porta Padovana (Padua) im Süden und Porta Vicentina (Vicenza) im Westen.
Die etwa 14 bis 16 m hohen Mauern bestehen eigentlich aus zwei Mauern, die mit einem festen Kern aus Steinen und heißem gelöschtem Kalk hinterfüllt wurden, und sind rund 2,10 m stark. Der besseren Verteidigung dienten 32 größere und kleinere in die Mauern integrierte Türme, ein schützender Wassergraben und Zugbrücken vor den vier Toren.
Zur besseren Verteidigung waren die Mauern auf verschiedenen Ebenen durch Verbindungsgänge begehbar, die teilweise aus Mauerwerk, teilweise aber auch aus Holz gebaut waren oder einfach entlang der Aufschüttung verliefen, die die gesamte Mauer umgibt.
Bis auf ein Stück, das im 16. Jahrhundert im Zuge der Kämpfe mit der Liga von Cambrai zerstört wurde, sind die Mauern völlig intakt. Deutlich sind die raffinierten Details der Konstruktion zu erkennen. Bis zu sieben verschiedene Bautechniken, erkennbar am Wechsel der Reihen von Ziegel und Stein, wurden angewendet.
Einer der Plätze der befestigten Anlage, wo der Verteidigungsfunktion des Bergfried und der Eingangstore am deutlichsten erkennbar ist, ist die Rocca (Festung) di Porta Bassano am nördlichen Tor. Innerhalb der Rocca liegt die Casa del Capitano (Haus des Kommandanten). Bei der Restaurierung wurden alte Fresken aus der Periode der Familien Carraresi, Malatesta, Sanseverino und Borromeo gefunden, die einen so umfassenden Bericht der Ereignisse zwischen 1260 und 1600 geben, dass dieser beinahe schriftliche Dokumente ersetzen kann.
Der englische Dichter Robert Browning sagte über Cittadella: „Für diese Mauern gäbe ich ganz London hin.“

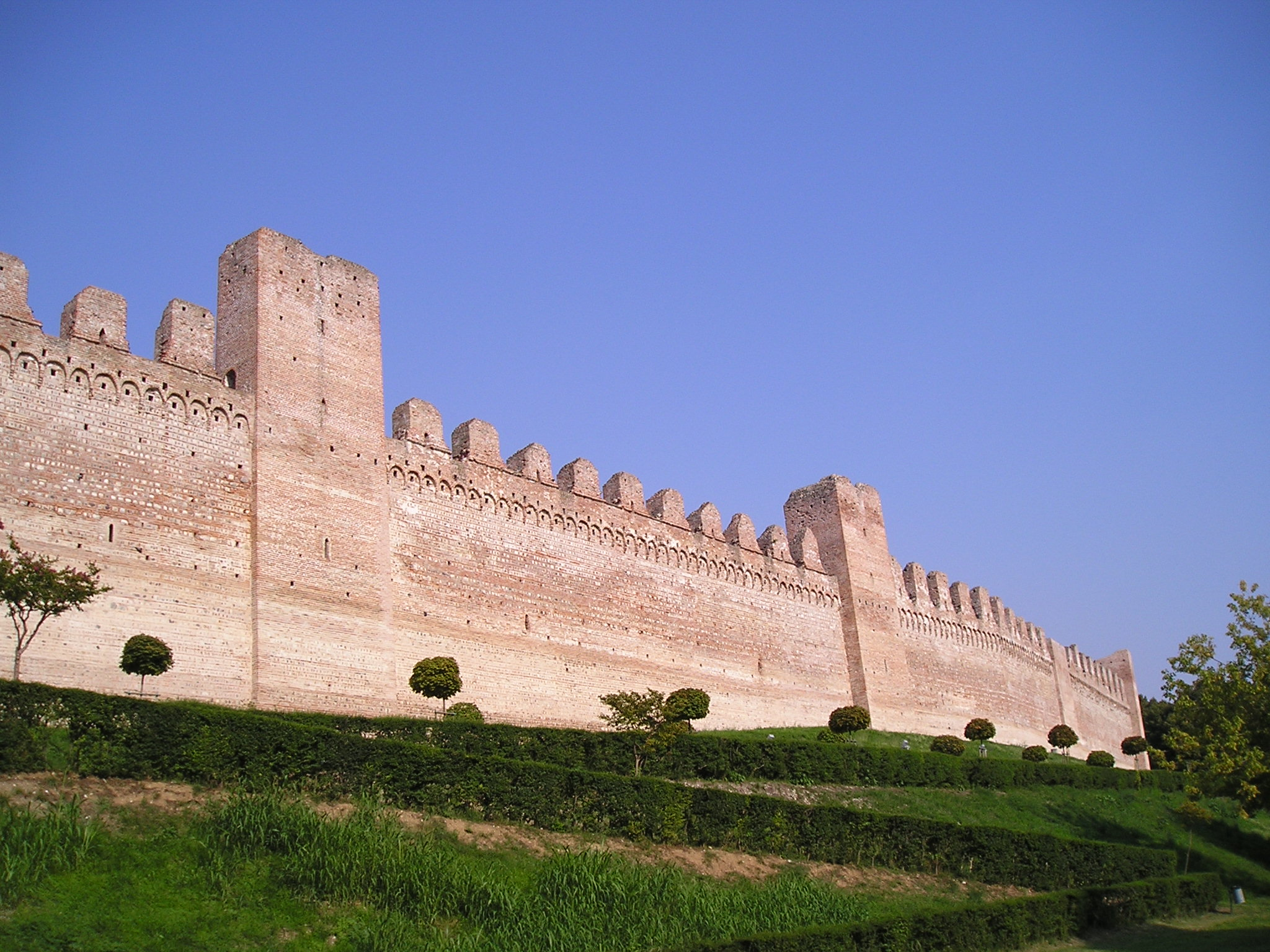
Stadtmauern
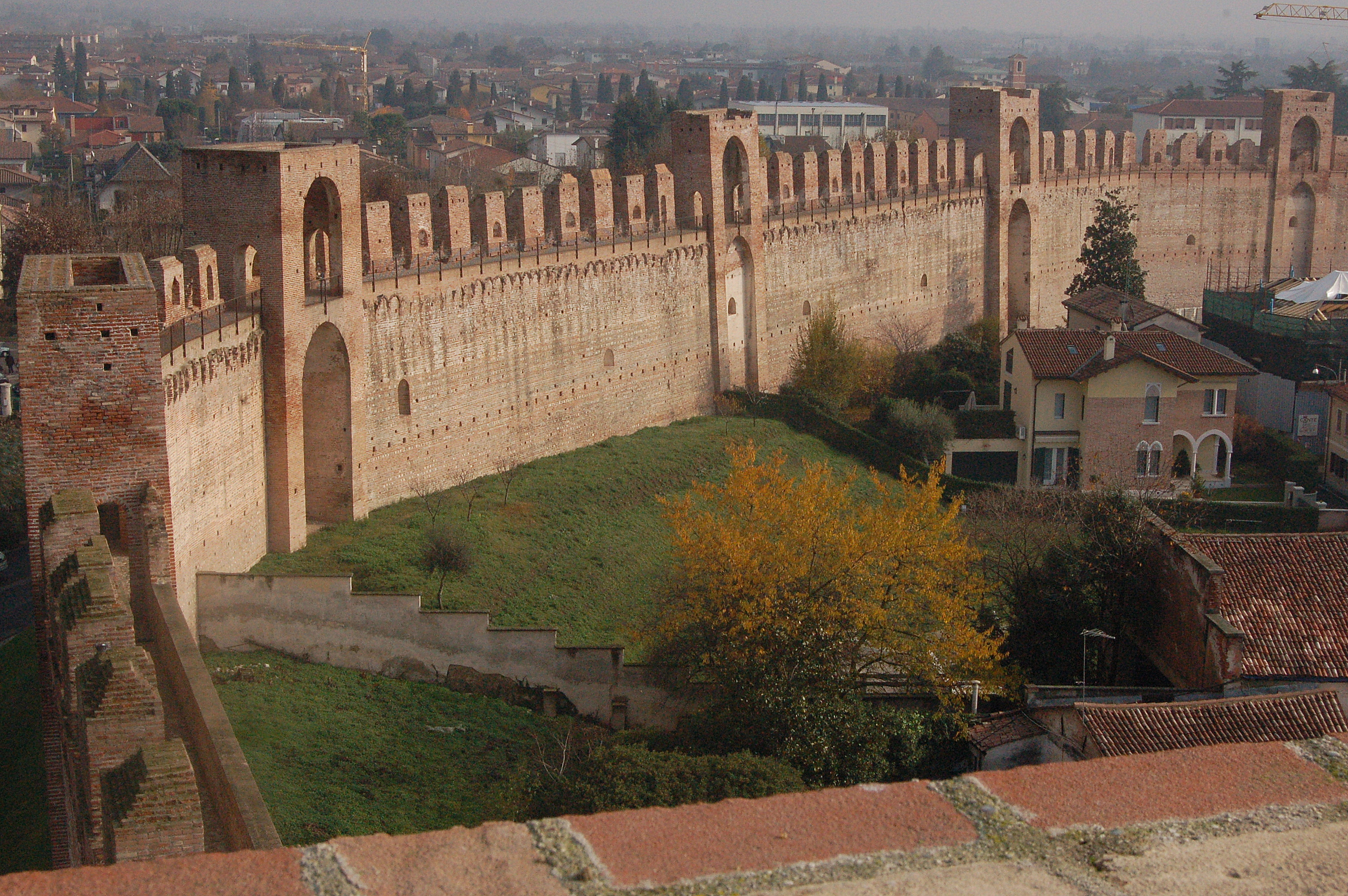
Nordöstlicher Abschnitt der Stadtmauer
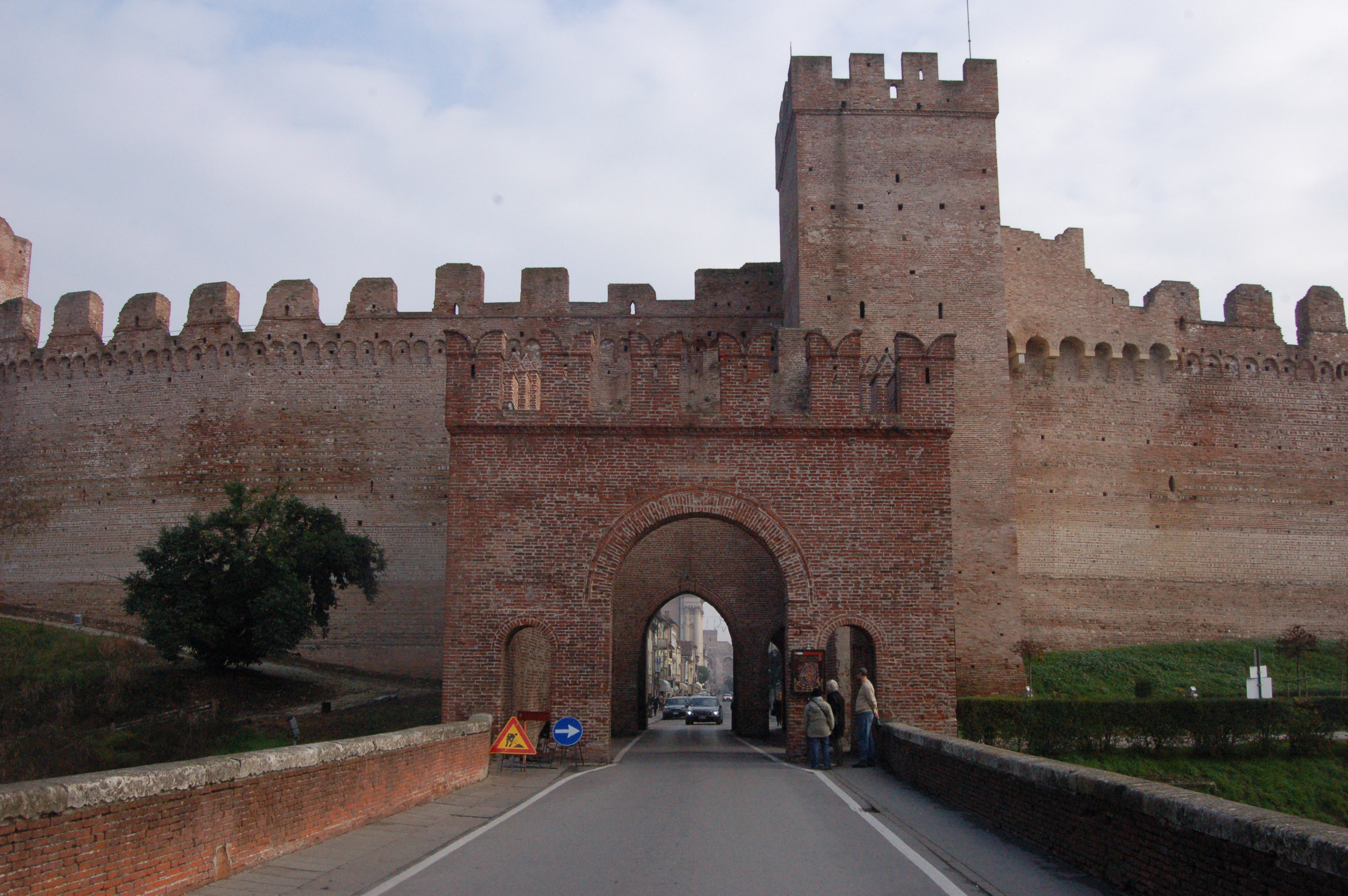
Porta Vicentina
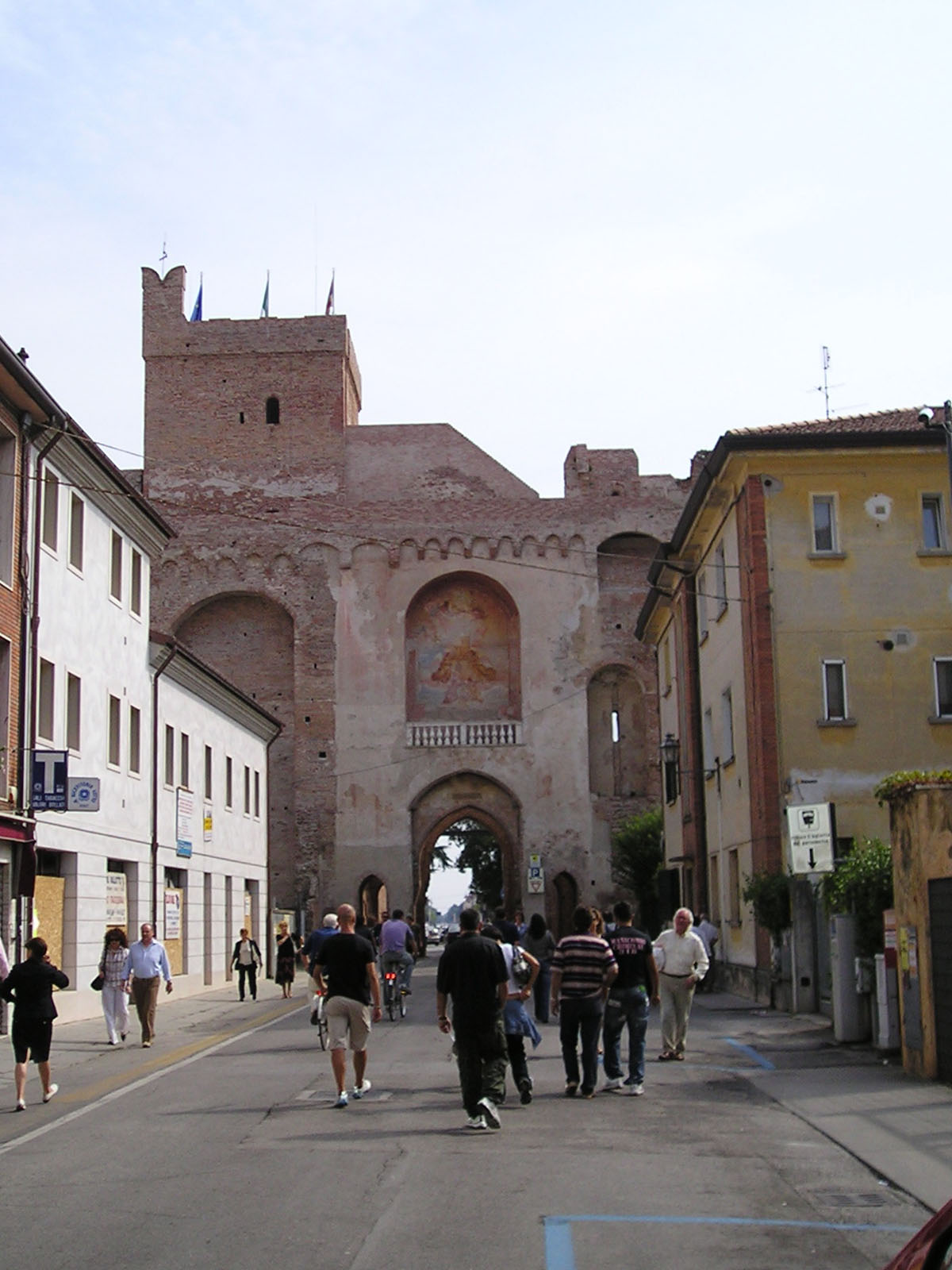
Porta Trevisana
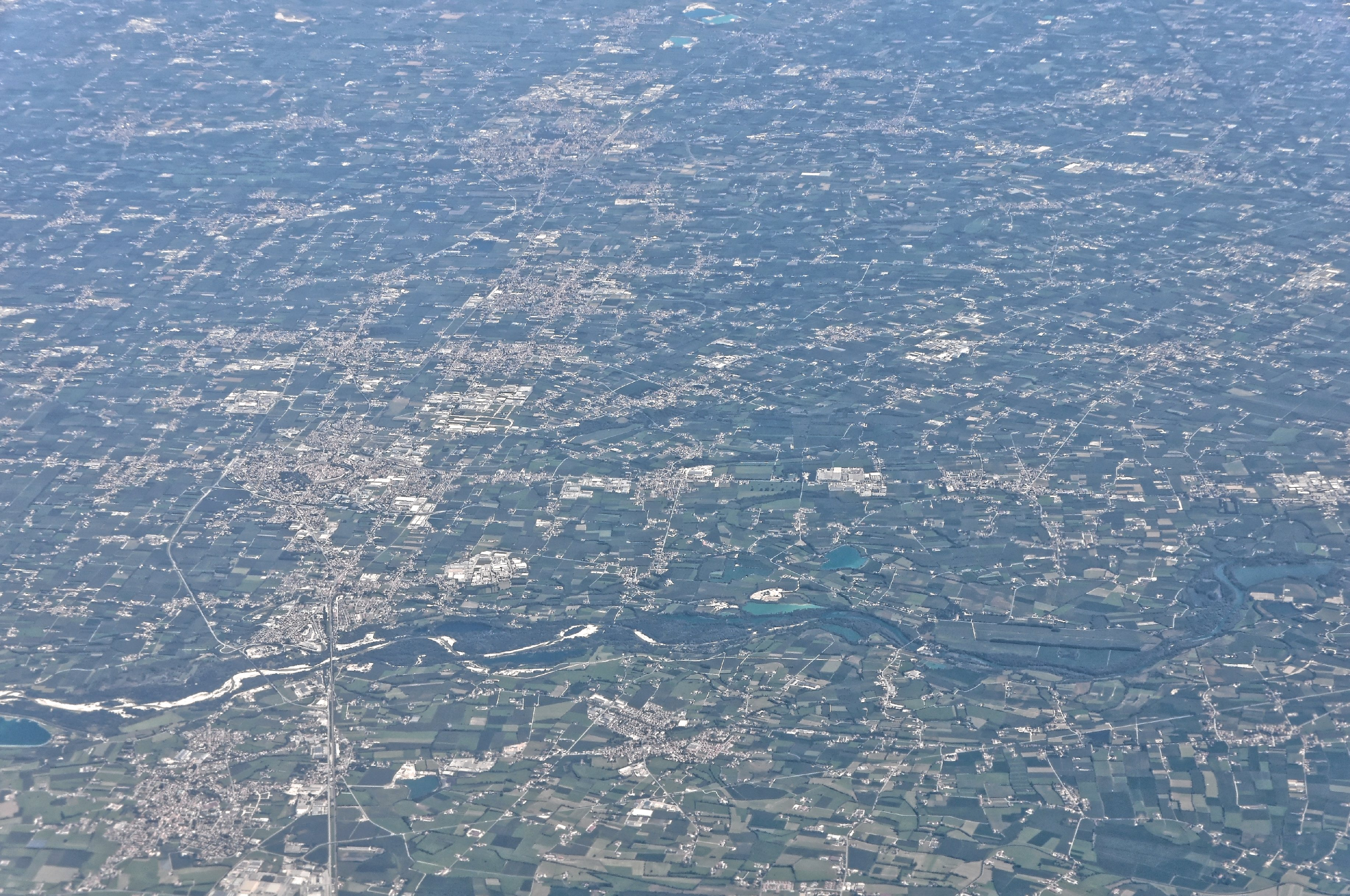
das Gebiet von oben

### Restaurierung der Stadtbefestigung
Zwanzig Jahre lang dauerten die Erhaltungs- und Instandsetzungsarbeiten, bis am 8. Juni 2013 die Fertigstellung mit der Eröffnung des ganz begehbaren Wehrgangs gefeiert werden konnte.
Die Arbeiten umfassten die Reparatur der Zinnen, die durch den Zahn der Zeit am stärksten angegriffen waren, die Restaurierung und Absicherung des in 14 m Höhe verlaufenden Wehrgangs und zusätzlich die Schaffung mehrerer Zugänge durch Errichtung von Stiegen in der Lücke, den Einbau einer Treppe sowie eines gläsernen Aufzugs im Torre Porta Vicenza. Weiterhin wurden Stiegen, hölzerne Stege und das verglaste Dach des Eingangs zur Torresino-Kirche angelegt sowie der Bau einer Verbindung zwischen der Casa di Capitano und dem Torre Porta Bassano. Dem Besucher wurden dadurch Ausblicke auf die Mauern und die Stadt ermöglicht.

### Vollständiger Wehrgang
Seit 2013 kann man innen an der Stadtmauer einen vollständigen Rundgang in rund 15 m Höhe machen und bekommt so aus unterschiedlicher Perspektive einen Überblick über den mittelalterlichen Stadtkern und Ausblicke auf die Umgebung. Verbunden mit dem Rundgang ist auch eine Besichtigung von Museumseinrichtungen, die die Geschichte der Stadt erläutern.

## Weitere Sehenswürdigkeiten

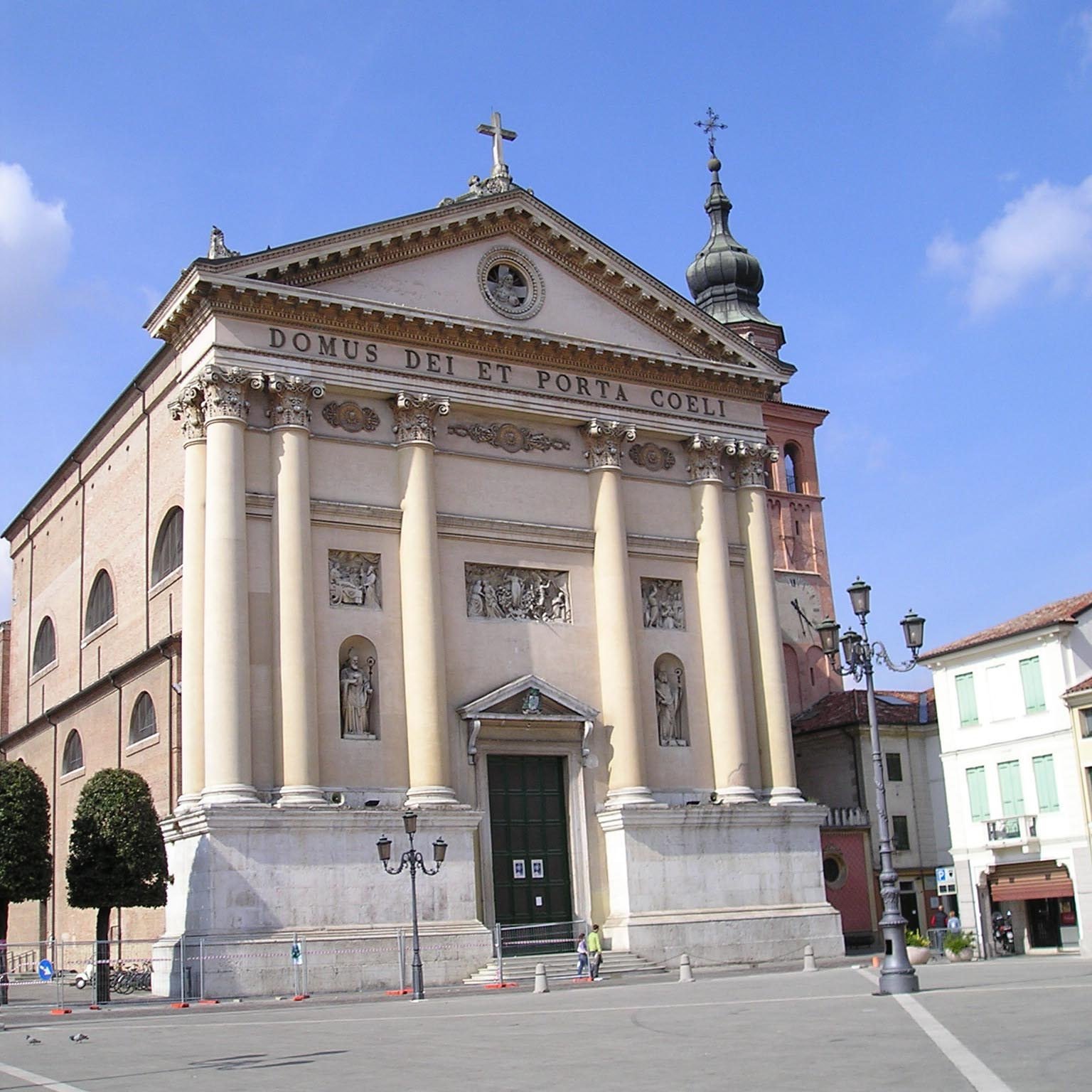
Dom
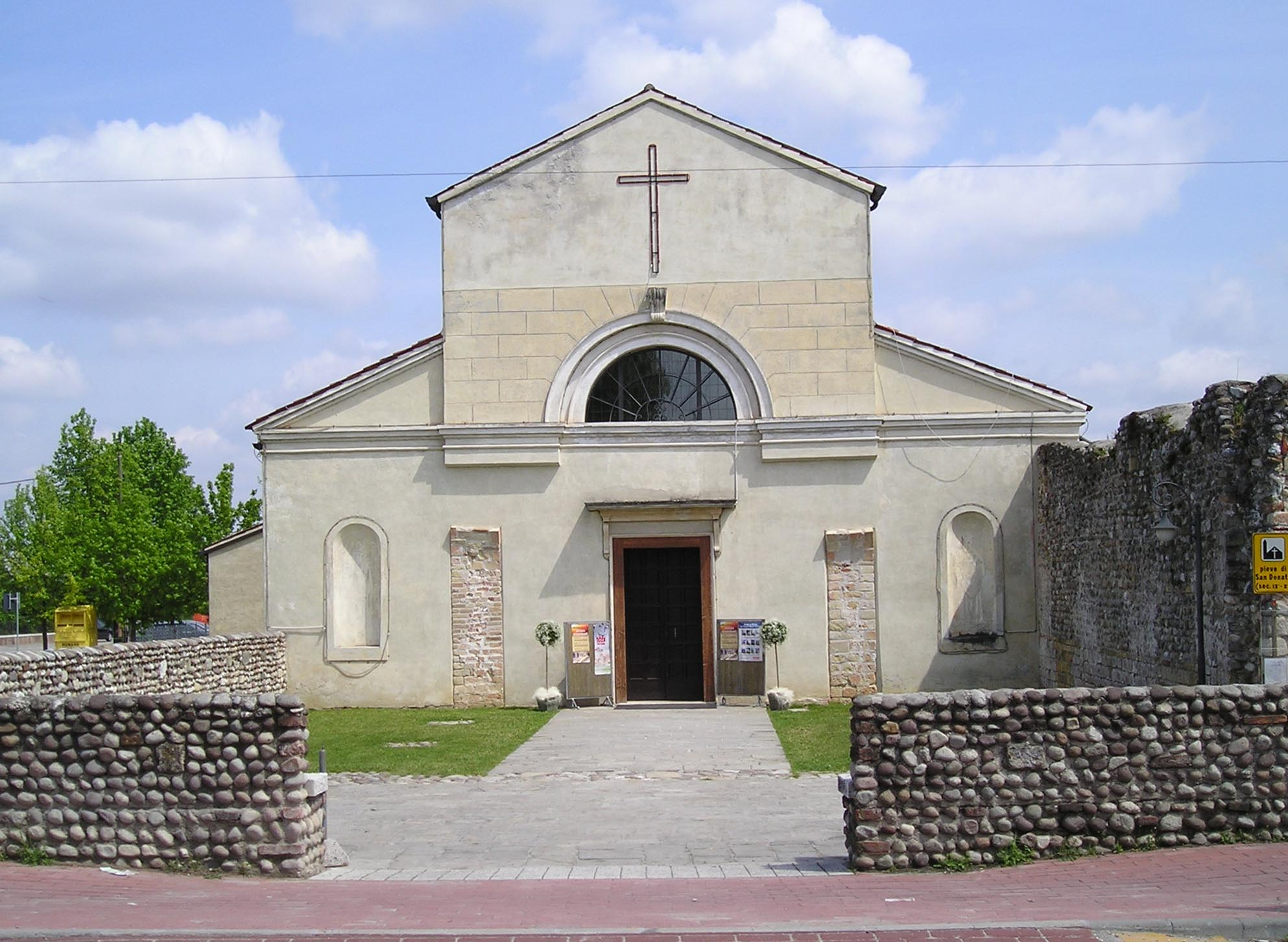
Pfarrkirche San Donato
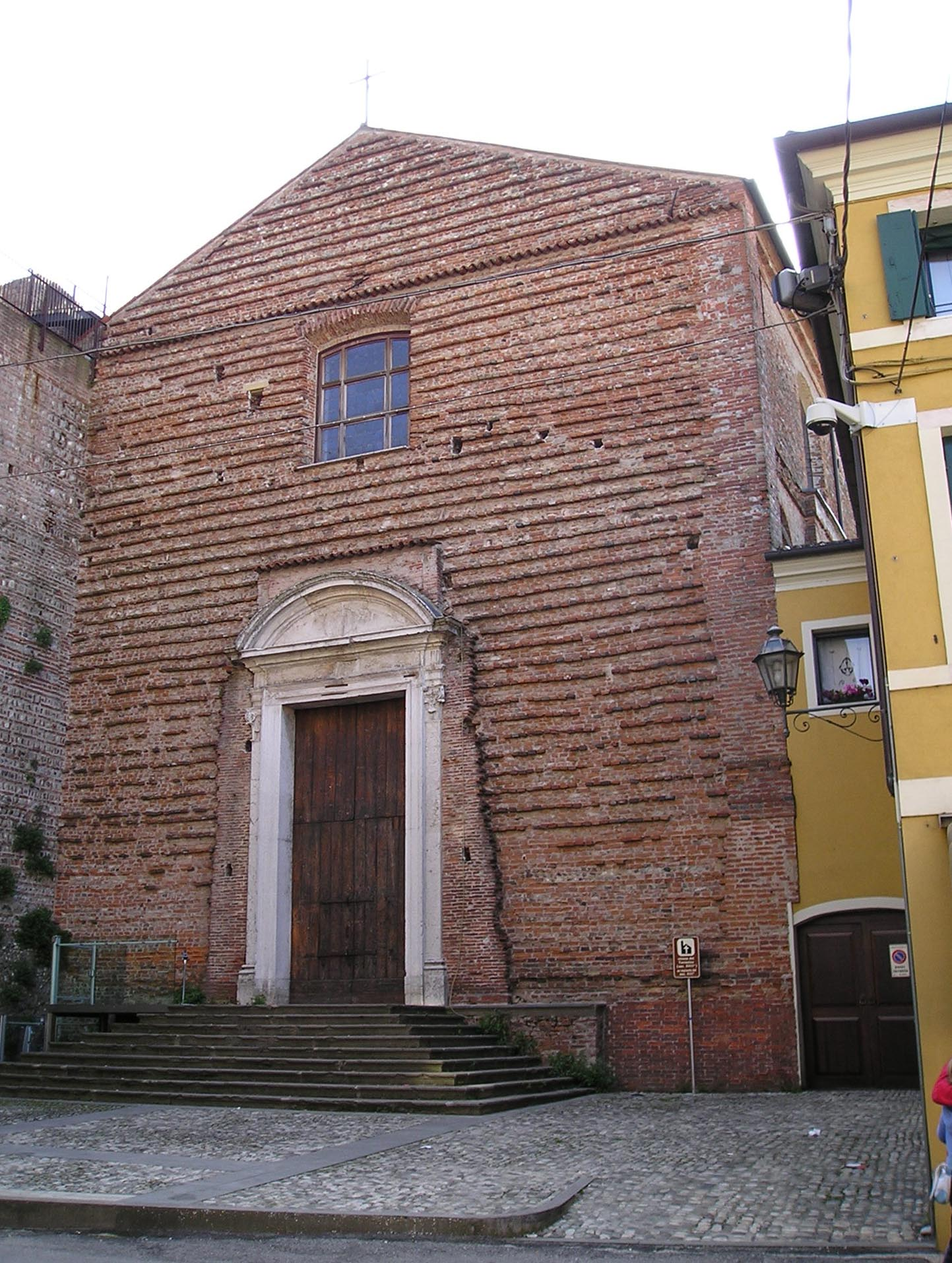
Chiesa del Torresino
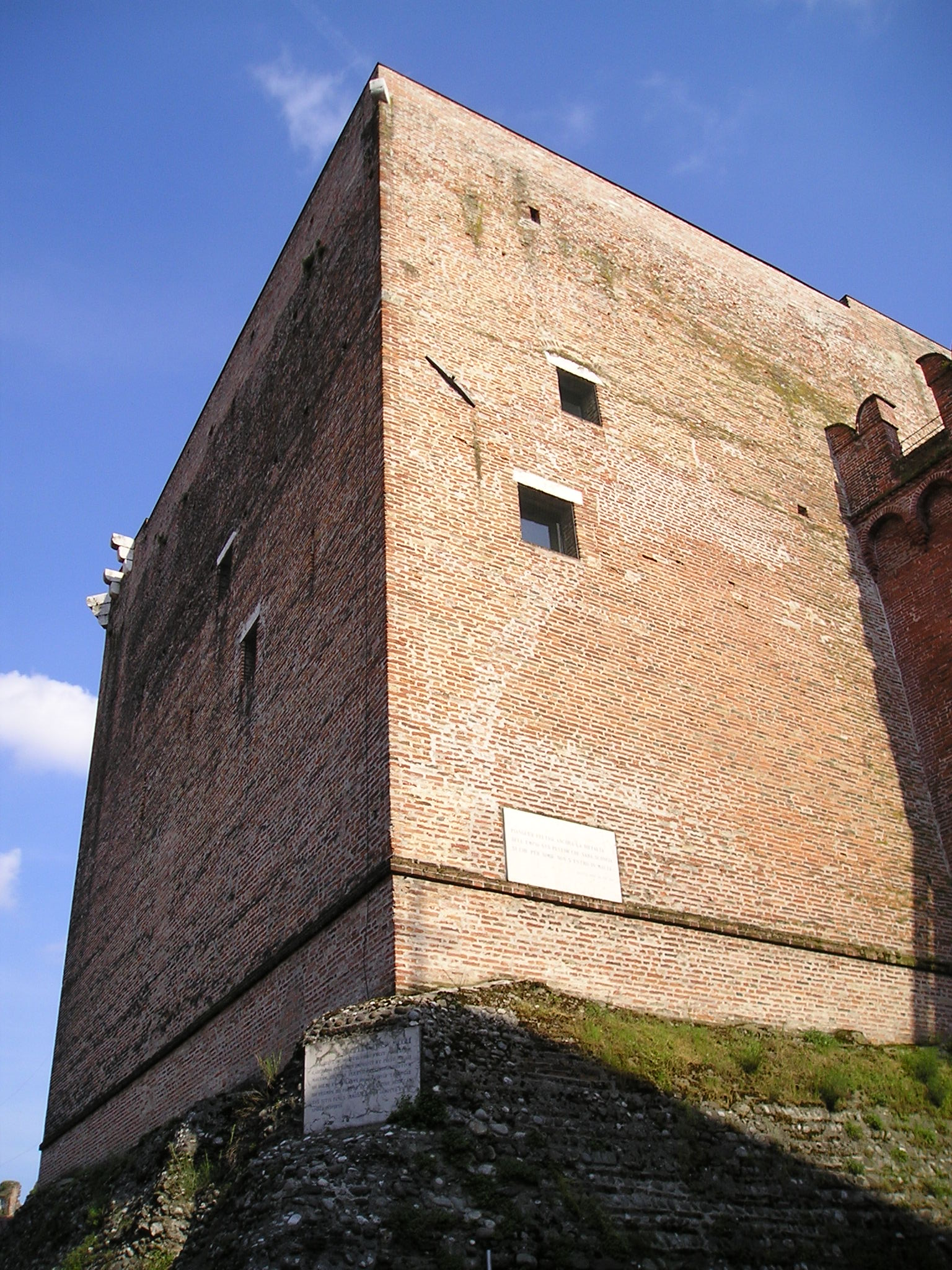
Torre di Malta
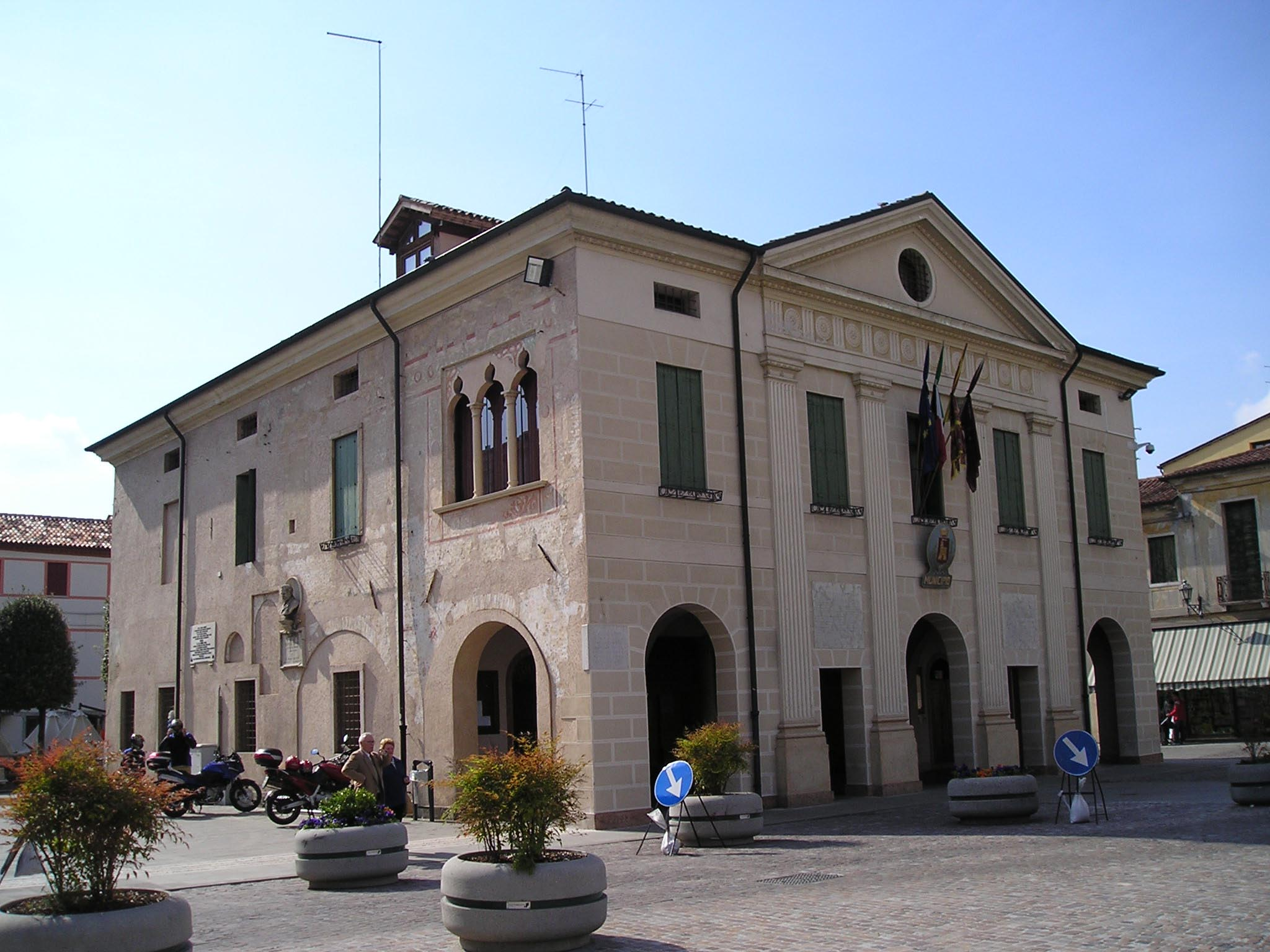
Rathaus
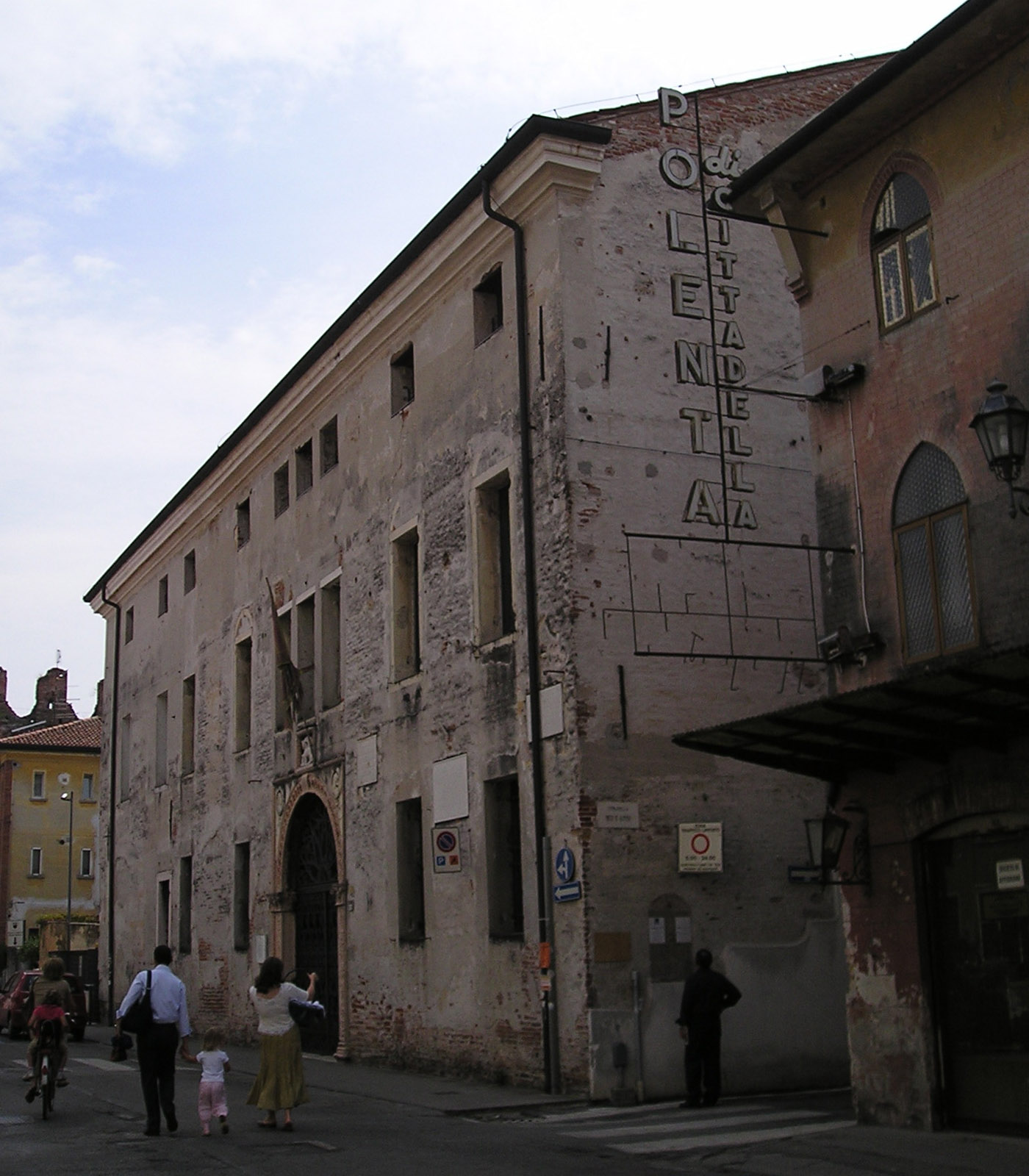
Palazzo Pretorio
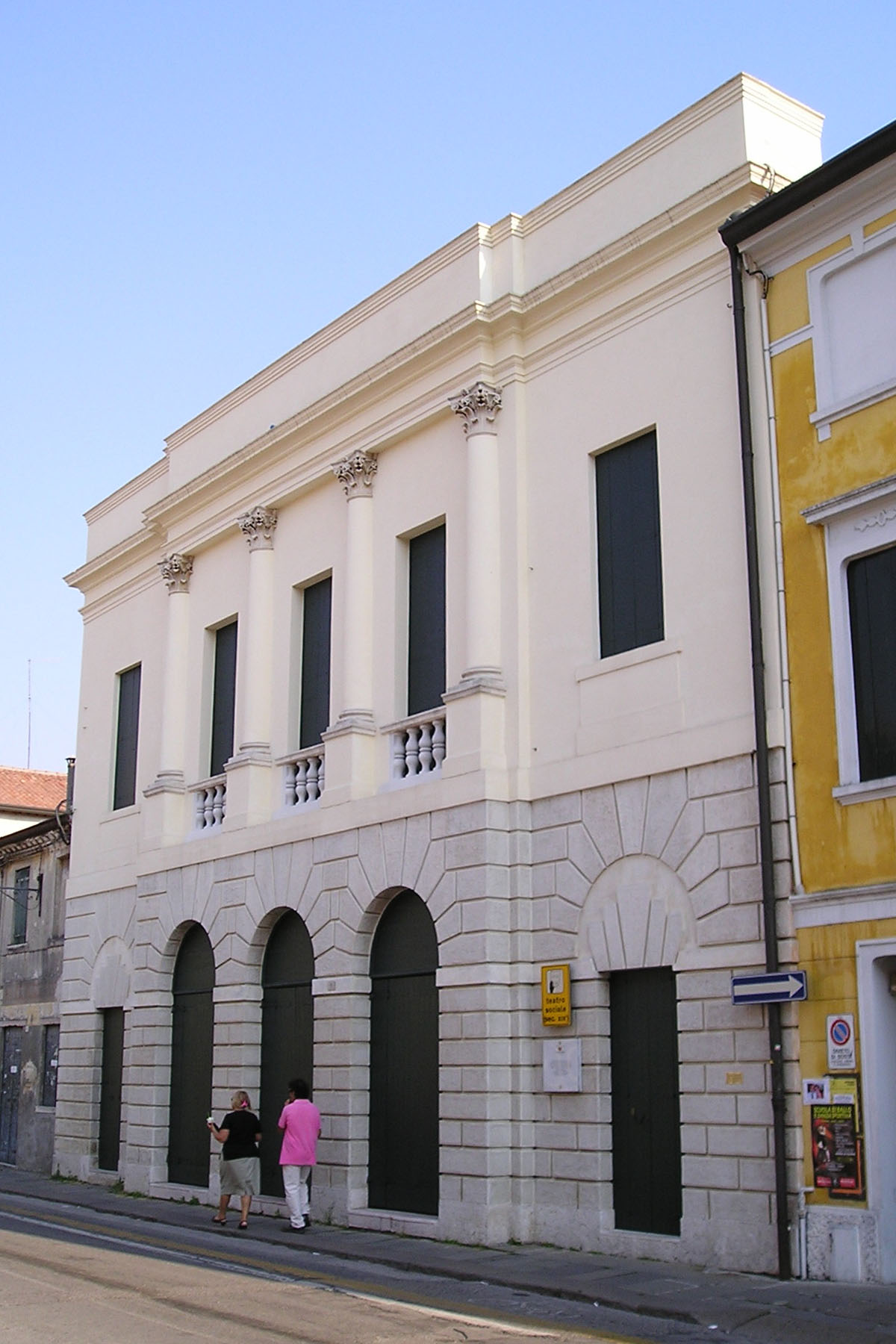
Teatro Sociale
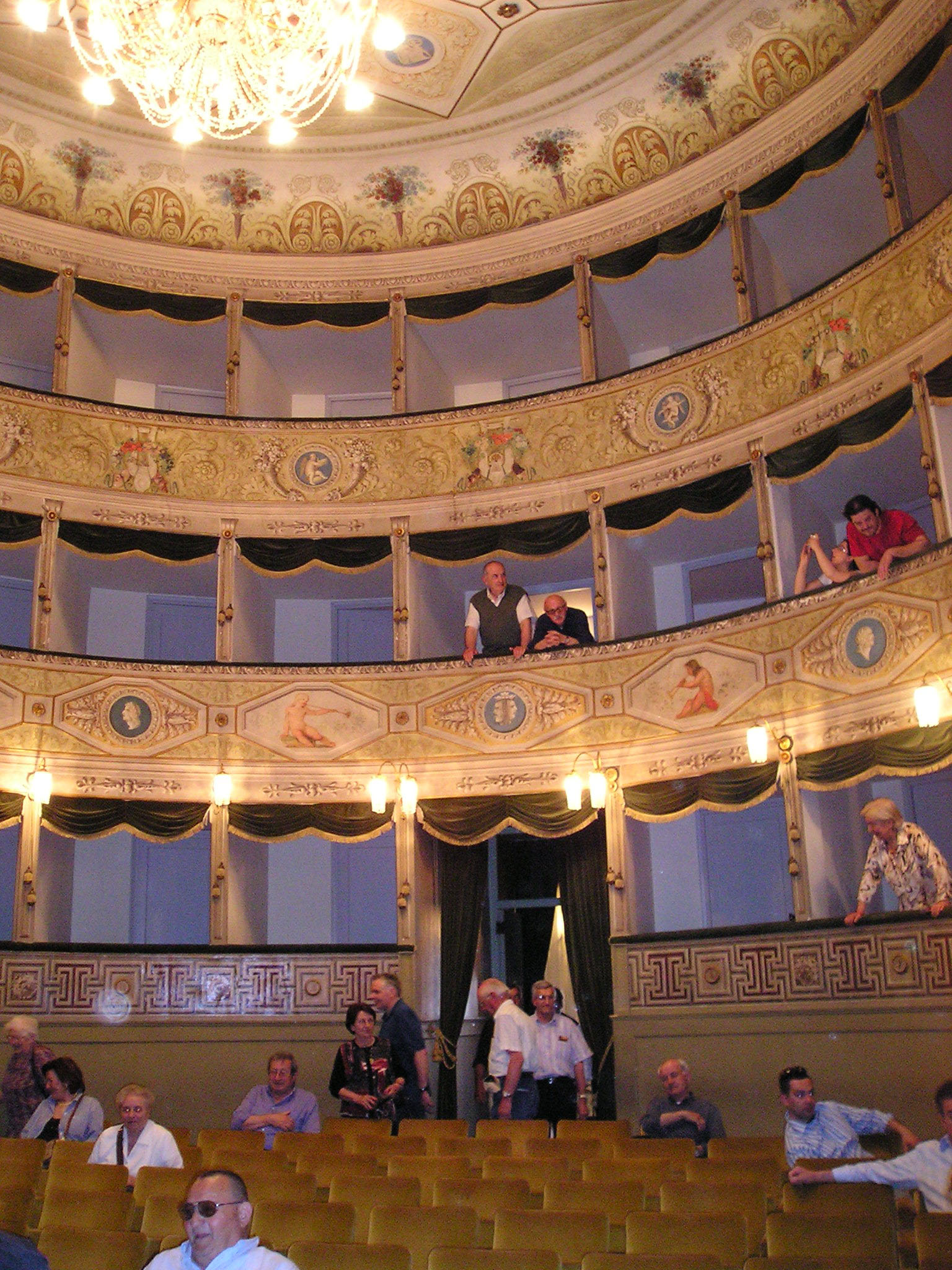
Teatro Sociale – Zuschauerraum

## Politik
Bürgermeister von Cittadella ist Massimo Bitonci (Lega Nord).

## Partnerstädte
- Nova Prata, Brasilien, seit 2005
- Noblesville, Indiana, USA, seit 2005
- Guben, Deutschland

## Persönlichkeiten

### Söhne und Töchter der Stadt
- Francesco Spiera (1502–1548), Rechtsgelehrter, Notar sowie Anhänger und Förderer der Reformation
- Michelangelo Carmeli (1706–1766), Franziskaner, Theologe und Philologe
- Giuseppe Billanovich (1913–2000), Romanist, Italianist, Latinist und Mediävist
- Antonio Menegazzo MCCJ (1931–2019), Apostolischer Administrator von El Obeid
- Francesco Conz (1935–2010), Sammler und Verleger des Wiener Aktionismus
- Franco Frigo (* 1950), Politiker
- Andrea Moletta (* 1979), Radsportler
- Michel Carlana (* 1980), Architekt
- Filippo Baggio (* 1988), Straßenradrennfahrer
- Nicola Bizzotto (* 1990), Fußballspieler
- Federico Zurlo (* 1994), Radsportler
- Gianluigi Quinzi (* 1996), Tennisspieler
- Nicolas Dalla Valle (* 1997), Radrennfahrerin
- Manuel Frigo (* 1997), Schwimmer
- Paola Egonu (* 1998), Volleyballspielerin
- Manuel Lando (* 2000), Hochspringer
- Camilla Alessio (* 2001), Radsportlerin

### In Cittadella gelebt und gewirkt
- Bartolomeo Fonzi (≈1502–1562), venezianischer Franziskaner, Täuferanhänger und evangelischer Märtyrer in Venedig, war 1550–58 als Lehrer tätig

## Sport
Der örtliche Fußballverein ist der AS Cittadella.
Im Oktober 2022 war Cittadella Zielort der ersten Weltmeisterschaften im Gravelrennen.